# جمل المحامل
جمل المحامل، لوحة شهيرة للفنان الفلسطيني سليمان منصور، تعرف أيضاً باسم «العتّال الفلسطيني». رسم النسخة الأولى عام 1973، تمثّل عجوزاً فلسطينياً يحمل القدس على ظهره مربوطة بحبل الشقاء يُرجح تدميرها في غارة أمريكية على ليبيا عام 1986، لكنّه أعاد رسمها مرة أخرى عام 2014. لاقت لوحة «جمل المحامل» ترحيباً محلياً كبيراً، قبل انتشارها على الصعيد العالمي، حيث طبعت على شكل ملصقات سنة 1975 وعُلّقت في المنازل والأماكن العامة في كافة أنحاء الضفة الغربية وقطاع غزة.
أعاد الفنان رسم اللوحة وأضاف بعض التعديلات مثل إضافة كنيسة القيامة وسميّت اللوحة بـ «جمل المحامل 2»، حافظت «جمل المحامل 2» على كثير من معالم النسخة الأصيلة من اللوحة، مثل رمز وقوف العتال في مكان مهجور إلى شتات الفلسطينيين حول العالم، وترمز المدينة التي يحملها على ظهره إلى أن الفلسطينيين يحملون وطنهم معهم أينما ذهبوا، لكن تضمنت اللوحة كل التغييرات التي يراها الرسام ضرورية، لكنها تحفظ السمات الأساسية للوحة الأصلية.